# International Sport and Leisure
Die International Sport and Leisure (ISL) war ein von Horst Dassler gegründetes und in der Schweiz ansässiges Marketingunternehmen, das im Mai 2001 in Konkurs ging. Sie war im Sportrechtehandel tätig und der wichtigste Geschäftspartner der FIFA für die Fussball-Übertragungsrechte. Im Anschluss an die Insolvenz wurde strafgerichtlich festgestellt, dass die ISL in der Zeit von 1989 bis 1999 insgesamt 138 Millionen Schweizer Franken Schmiergeld an verschiedenste Sportfunktionäre gezahlt hatte.

## Geschichte des Unternehmens
Die ISL wurde 1982 vom damaligen Adidas-Miteigentümer Horst Dassler gemeinsam mit der Werbeagentur Dentsū in Luzern gegründet. Vorläufergesellschaft war die in Sarnen ansässige Rofa, an der auch Franz Beckenbauer und Robert Schwan beteiligt waren. Grösster Anteilseigner war mit 90 Prozent die bis 2000 als Sporis firmierende International Sports Media & Marketing AG (ISMM), die sich im Besitz der Familie Dassler befand. Dentsū hielt die übrigen 10 Prozent.
Die ISL erwarb von internationalen Sportverbänden Veranstaltungsrechte und gab sie an Sponsoren, Fernsehsender oder Lizenznehmer weiter. Ihren ersten Auftrag erhielt sie von der FIFA  für die Fussball-Weltmeisterschaft 1986 in Mexiko. Innerhalb weniger Jahre wurde sie das weltweit grösste Unternehmen für die Vermarktung von internationalen Sportanlässen. Die Kundenliste der ISL umfasste in den 1990er Jahren neben der FIFA das Internationale Olympische Komitee (IOK), die Weltverbände in Leichtathletik (IAAF) und im Schwimmen (Fina) sowie die Tennis-Organisation ATP.
Im Jahr 1996 sicherte sich die ISL gemeinsam mit der Kirch-Gruppe für insgesamt 2,8 Milliarden Schweizer Franken die weltweiten Fernsehrechte an den Fussball-Weltmeisterschaften 2002 und 2006 in Südkorea und Japan sowie in Deutschland.
Die ISL/ISMM-Holding  machte im Jahr 2000 grosse Verluste. Am 21. Mai 2001 musste sie Konkurs anmelden. Die Gläubiger machten einen Schaden von 4 Milliarden Franken geltend, von dem der Liquidator eine Milliarde Franken anerkannte.

## Strafverfahren gegen ehemalige Manager
Gegen den ehemaligen Vizepräsidenten der ISL und fünf Manager erhob die Staatsanwaltschaft Zug 2007 den Vorwurf, es seien Tatbestände wie Veruntreuung, Betrug, betrügerischer Konkurs, Gläubigerschädigung durch Vermögensminderung und Erschleichung einer falschen Beurkundung erfüllt. Die Deliktsumme belaufe sich auf über 100 Millionen Franken. Im März 2008 begann vor dem Strafgericht des Kantons Zug ein Prozess. Dabei ging es um Schmiergeldzahlungen an Sportfunktionäre, auch die Übertragungsrechte für die Fußball-Weltmeisterschaft 2002 und 2006 betreffend. Der Vizepräsident Jean-Marie Weber schwieg während des Prozesses beharrlich und wurde mit zwei weiteren Angeklagten zu einer Geldstrafe verurteilt, die anderen drei Manager wurden freigesprochen.

## Strafverfahren gegen Unbekannt wegen ungetreuer Geschäftsführung
Ein weiteres Ermittlungsverfahren der Staatsanwaltschaft Zug in diesem Zusammenhang gegen anonym gebliebene FIFA-Funktionäre wurde im Juni 2010 gegen Zahlung von 5,5 Millionen Franken eingestellt. Im November 2010 wurden weitere Korruptionsvorwürfe gegen drei Mitglieder des FIFA-Exekutivkomitees laut: Ricardo Teixeira, Nicolás Leoz und Issa Hayatou. Sie sollen über Jahre Schmiergelder von der ISL erhalten haben. Aus der Einstellungsverfügung, die im Juli 2012 bekannt wurde – gegen den Widerstand zweier FIFA-Funktionäre, die dafür bis vor Bundesgericht zogen –, geht hervor, dass FIFA-Präsident Joseph Blatter von den Schmiergeldzahlungen gewusst haben muss. Demnach nahm Ricardo Teixeira Zahlungen von über 12 Millionen Franken entgegen, der ehemalige FIFA-Präsident João Havelange erhielt mindestens 1,5 Millionen Schweizer Franken.